# رالف مايكل
رالف مايكل (بالإنجليزية: Ralph Michael)‏ هو ممثل بريطاني (وحمل سابقاً جنسية المملكة المتحدة لبريطانيا العظمى وأيرلندا)، ولد في 26 سبتمبر 1907 في المملكة المتحدة، وتوفي في 9 نوفمبر 1994 ببرايتون في المملكة المتحدة بسبب مرض.

## أعمال

### أفلام
- (1952) حاجز الصوت
- (1966) الجائزة الكبرى
- (1966) الخرطوم
- (1987) إمبراطورية الشمس[5]

## وصلات خارجية
- رالف مايكل على موقع IMDb (الإنجليزية)
- رالف مايكل على موقع ألو سيني (الفرنسية)
- رالف مايكل على موقع أول موفي (الإنجليزية)
- رالف مايكل على موقع قاعدة بيانات برودواي على الإنترنت (الإنجليزية)
- رالف مايكل على موقع قاعدة بيانات الأفلام السويدية (السويدية)
- رالف مايكل على موقع قاعدة بيانات الفيلم (الإنجليزية)
- رالف مايكل على موقع كينوبويسك (الروسية)